# Allocapnia warreni
Allocapnia warreni är en bäcksländeart som beskrevs av Ross och Yamamoto 1966. Allocapnia warreni ingår i släktet Allocapnia och familjen småbäcksländor. Inga underarter finns listade i Catalogue of Life.